# Bulgária az 1988. évi nyári olimpiai játékokon
Bulgária a dél-koreai Szöulban megrendezett 1988. évi nyári olimpiai játékok egyik részt vevő nemzete volt. Az országot az olimpián 16 sportágban 172 sportoló képviselte, akik összesen 35 érmet szereztek.

## Érmesek
| Érem  | Versenyző                                                       | Sportág       | Versenyszám                  |
| ----- | --------------------------------------------------------------- | ------------- | ---------------------------- |
| Arany | Hriszto Markov                                                  | Atlétika      | Férfi hármasugrás            |
| Arany | Jordanka Donkova                                                | Atlétika      | Női 100 m gát                |
| Arany | Atanasz Komsev                                                  | Birkózás      | Kötöttfogás, 90 kg           |
| Arany | Vanya Geseva                                                    | Kajak-kenu    | Női kajak egyes 500 m        |
| Arany | Ivajlo Marinov                                                  | Ökölvívás     | Papírsúly                    |
| Arany | Tanyu Kirjakov                                                  | Sportlövészet | Férfi légpisztoly            |
| Arany | Szevdalin Marinov                                               | Súlyemelés    | 52 kg                        |
| Arany | Boriszlav Gidikov                                               | Súlyemelés    | 75 kg                        |
| Arany | Ljubomir Geraszkov                                              | Torna         | Férfi lólengés               |
| Arany | Tanya Dangalakova                                               | Úszás         | Női 100 m mell               |
| Ezüst | Sztefka Kosztadinova                                            | Atlétika      | Női magasugrás               |
| Ezüst | Sztojan Balov                                                   | Birkózás      | Kötöttfogás, 57 kg           |
| Ezüst | Zsivko Vangelov                                                 | Birkózás      | Kötöttfogás, 62 kg           |
| Ezüst | Rangel Gerovszki                                                | Birkózás      | Kötöttfogás, 130 kg          |
| Ezüst | Ivan Conov                                                      | Birkózás      | Szabadfogás, 48 kg           |
| Ezüst | Radka Sztojanova Lalka Berberova                                | Evezés        | Női kormányos nélküli kettes |
| Ezüst | Vanya Geseva Diana Palijszka                                    | Kajak-kenu    | Női kajak kettes 500 m       |
| Ezüst | Alekszandar Hrisztov                                            | Ökölvívás     | Harmatsúly                   |
| Ezüst | Veszela Lecseva                                                 | Sportlövészet | Női sportpuska összetett     |
| Ezüst | Sztefan Topurov                                                 | Súlyemelés    | 60 kg                        |
| Ezüst | Adriana Dunavszka                                               | Torna         | Egyéni ritmikus gimnasztika  |
| Ezüst | Antoaneta Frenkeva                                              | Úszás         | Női 100 m mell               |
| Bronz | Cvetanka Hrisztova                                              | Atlétika      | Női diszkoszvetés            |
| Bronz | Bratan Cenov                                                    | Birkózás      | Kötöttfogás, 48 kg           |
| Bronz | Szimeon Sterev                                                  | Birkózás      | Szabadfogás, 62 kg           |
| Bronz | Rahmat Szofiadi                                                 | Birkózás      | Szabadfogás, 74 kg           |
| Bronz | Magdalena Georgieva                                             | Evezés        | Női egypárevezős             |
| Bronz | Violeta Ninova Sztefka Madina                                   | Evezés        | Női kétpárevezős             |
| Bronz | Martin Marinov                                                  | Kajak-kenu    | Férfi kenu egyes 500 m       |
| Bronz | Nikolaj Buhalov                                                 | Kajak-kenu    | Férfi kenu egyes 1000 m      |
| Bronz | Boriszlava Ivanova Diana Palijszka Ognyana Petrova Vanya Geseva | Kajak-kenu    | Női kajak négyes 500 m       |
| Bronz | Alekszandar Varbanov                                            | Súlyemelés    | 76 kg                        |
| Bronz | Manuela Maleeva                                                 | Tenisz        | Női egyes                    |
| Bronz | Diana Dudeva                                                    | Torna         | Női talaj                    |
| Bronz | Antoaneta Frenkeva                                              | Úszás         | Női 200 m mell               |

## Asztalitenisz
Férfi
| Versenyző           | Versenyszám | Csoportkör | Csoportkör | Nyolcaddöntő      | Negyeddöntő       | Elődöntő          | Döntő             | Helyezés |
| Versenyző           | Versenyszám | Ellenfél Eredmény | Hely.      | Ellenfél Eredmény | Ellenfél Eredmény | Ellenfél Eredmény | Ellenfél Eredmény | Helyezés |
| ------------------- | ----------- | --- | ---------- | ----------------- | ----------------- | ----------------- | ----------------- | -------- |
| Mariano Domuszcsiev | Egyes       | E csoport · Kamlesh Mehta (IND) · 1:3 · Sherif El-Saket (EGY) · 3:1 · Piotr Molenda (POL) · 3:0 · Jorge Gambra (CHI) · 3:2 · Kim Van (Kim Wan) (KOR) · 0:3 · Jörgen Persson (SWE) · 0:3 · Szaitó Kijosi (JPN) · 0:3 | 5.         | kiesett           | kiesett           | kiesett           | kiesett           | 33.      |

Női
| Versenyző           | Versenyszám | Csoportkör | Csoportkör | Nyolcaddöntő                                      | Negyeddöntő       | Elődöntő          | Döntő             | Helyezés |
| Versenyző           | Versenyszám | Ellenfél Eredmény | Hely.      | Ellenfél Eredmény                                 | Ellenfél Eredmény | Ellenfél Eredmény | Ellenfél Eredmény | Helyezés |
| ------------------- | ----------- | --- | ---------- | ------------------------------------------------- | ----------------- | ----------------- | ----------------- | -------- |
| Daniela Gergelcseva | Egyes       | G csoport · Hae-Ja Kim de Rimasa (ARG) · 3:0 · Bettine Vriesekoop (NED) · 1:3 · Nihal Meshref (EGY) · 3:0 · Alena Šafářová (TCH) · 3:0 · Gordana Perkučin (YUG) · 3:2 | 2.         | Csen Csing (Chen Jing) (CHN) · 15–21, 7–21, 20–22 | kiesett           | kiesett           | kiesett           | 9.       |

## Atlétika
Férfi
| Versenyző       | Versenyszám     | Előfutam | Előfutam | Előfutam | Negyeddöntő | Negyeddöntő | Negyeddöntő | Elődöntő | Elődöntő | Elődöntő | Döntő    | Döntő    |
| Versenyző       | Versenyszám     | Idő      | Hely.    | Össz.    | Idő         | Hely.       | Össz.       | Idő      | Hely.    | Össz.    | Idő      | Helyezés |
| --------------- | --------------- | -------- | -------- | -------- | ----------- | ----------- | ----------- | -------- | -------- | -------- | -------- | -------- |
| Evgeni Ignatov  | 5000 m          | 13:43,42 | 5.       | 5.       |             |             |             | 13:24,76 | 6.       | 13.      | 13:26,41 | 8.       |
| Evgeni Ignatov  | 10 000 m        | 28:15,63 | 5.       | 5.*      |             |             |             |          |          |          | 28:09,32 | 12.      |
| Toma Tomov      | 400 m gát       | 49,66    | 4.       | 8.       |             |             |             | 48,90    | 5.       | 7.       | kiesett  | kiesett  |
| Ljubomir Ivanov | 20 km gyaloglás |          |          |          |             |             |             |          |          |          | 1:28:43  | 43.      |

| Versenyző         | Versenyszám   | Selejtező                | Selejtező                | Döntő    | Döntő    |
| Versenyző         | Versenyszám   | Eredmény                 | Helyezés                 | Eredmény | Helyezés |
| ----------------- | ------------- | ------------------------ | ------------------------ | -------- | -------- |
| Atanasz Tarev     | Rúdugrás      | érvényes kísérlet nélkül | érvényes kísérlet nélkül | kiesett  | kiesett  |
| Hriszto Markov    | Hármasugrás   | 16,91 m                  | 4.                       | 17,61 m  |          |
| Georgi Todorov    | Súlylökés     | 19,68 m                  | 13.                      | kiesett  | kiesett  |
| Georgi Georgiev   | Diszkoszvetés | 61,34 m                  | 12.                      | 61,24 m  | 11.      |
| Ivan Tanev        | Kalapácsvetés | 76,84 m                  | 9.                       | 76,08 m  | 8.       |
| Plamen Minev      | Kalapácsvetés | 74,46 m                  | 14.                      | kiesett  | kiesett  |
| Viktor Aposztolov | Kalapácsvetés | 71,10 m                  | 20.                      | kiesett  | kiesett  |

Női
| Versenyző                                                                 | Versenyszám     | Előfutam      | Előfutam      | Előfutam      | Negyeddöntő | Negyeddöntő | Negyeddöntő | Elődöntő | Elődöntő | Elődöntő | Döntő   | Döntő    |
| Versenyző                                                                 | Versenyszám     | Idő           | Hely.         | Össz.         | Idő         | Hely.       | Össz.       | Idő      | Hely.    | Össz.    | Idő     | Helyezés |
| ------------------------------------------------------------------------- | --------------- | ------------- | ------------- | ------------- | ----------- | ----------- | ----------- | -------- | -------- | -------- | ------- | -------- |
| Anelija Vecsernikova                                                      | 100 m           | 11,09         | 1.            | 3.            | 10,96       | 1.          | 3.*         | 11,00    | 2.       | 4.       | 11,49   | 8.       |
| Nadezsda Georgieva                                                        | 200 m           | 22,80         | 1.            | 3.            | 22,60       | 3.          | 7.          | 22,67    | 5.       | 11.*     | kiesett | kiesett  |
| Jordanka Donkova                                                          | 100 m gát       | 12,89         | 1.            | 4.            | 12,47       | 1.          | 1.          | 12,58    | 1.       | 1.       | 12,38   |          |
| Ginka Zagorcseva                                                          | 100 m gát       | nem ért célba | nem ért célba | nem ért célba | kiesett     | kiesett     | kiesett     | kiesett  | kiesett  | kiesett  | kiesett | kiesett  |
| Cvetanka Ilieva Valja Valova-Demireva Nadezsda Georgieva Jordanka Donkova | 4 × 100 m váltó | 43,92         | 4.            | 8.*           |             |             |             | 43,07    | 3.       | 5.       | 43,02   | 5.       |

| Versenyző            | Versenyszám   | Selejtező | Selejtező | Döntő    | Döntő    |
| Versenyző            | Versenyszám   | Eredmény  | Helyezés  | Eredmény | Helyezés |
| -------------------- | ------------- | --------- | --------- | -------- | -------- |
| Sztefka Kosztadinova | Magasugrás    | 192 cm    | 8.**      | 201 cm   |          |
| Ljudmila Andonova    | Magasugrás    | 192 cm    | 8.**      | 193 cm   | 5.*      |
| Szvetla Mitkova      | Súlylökés     | 19,53 m   | 10.       | 19,09 m  | 10.      |
| Szvetla Mitkova      | Diszkoszvetés | 64,68 m   | 6.        | 69,14 m  | 4.       |
| Cvetanka Hrisztova   | Diszkoszvetés | 65,92 m   | 4.        | 69,74 m  |          |
| Antoaneta Szelenszka | Gerelyhajítás | 64,60 m   | 4.        | 56,78 m  | 11.      |

| Versenyző         | Versenyszám | 100 m gát | 100 m gát | Magasugrás | Magasugrás | Súlylökés | Súlylökés | 200 m | 200 m | Távolugrás | Távolugrás | Gerelyhajítás | Gerelyhajítás | 800 m   | 800 m | Végeredmény | Végeredmény |
| Versenyző         | Versenyszám | Idő       | Pont      | Eredmény   | Pont       | Eredmény  | Pont      | Idő   | Pont  | Eredmény   | Pont       | Eredmény      | Pont          | Idő     | Pont  | Pont        | Helyezés    |
| ----------------- | ----------- | --------- | --------- | ---------- | ---------- | --------- | --------- | ----- | ----- | ---------- | ---------- | ------------- | ------------- | ------- | ----- | ----------- | ----------- |
| Szvetla Dimitrova | Hétpróba    | 13,24     | 1089      | 180 cm     | 978        | 12,02 m   | 662       | 23,49 | 1030  | 619 cm     | 908        | 37,62 m       | 622           | 2:15,73 | 882   | 6171        | 11.*        |

* - egy másik versenyzővel azonos eredményt ért el

** - két másik versenyzővel azonos eredményt ért el

## Birkózás
Kötöttfogású
| Versenyző           | Versenyszám | Vigaszágas kiesés | Vigaszágas kiesés | Helyosztók                   | Helyosztók                   | Bronz- mérkőzés                            | Döntő                                 | Helyezés    |
| Versenyző           | Versenyszám | Vigaszágas kiesés | Vigaszágas kiesés | 7. helyért                   | 5. helyért                   | Bronz- mérkőzés                            | Döntő                                 | Helyezés    |
| Versenyző           | Versenyszám | Ellenfél Eredmény | Hely.             | Ellenfél Eredmény            | Ellenfél Eredmény            | Ellenfél Eredmény                          | Ellenfél Eredmény                     | Helyezés    |
| ------------------- | ----------- | --- | ----------------- | ---------------------------- | ---------------------------- | ------------------------------------------ | ------------------------------------- | ----------- |
| Bratan Cenov        | 48 kg       | A csoport · Jang Cse-csung (Yang Zhizhong) (CHN) · passzivitás · Markus Scherer (FRG) · 15–3 · Lars Rønningen (NOR) · 16–4 · a 4. fordulóban erőnyerő · Vincenzo Maenza (ITA) · 3–4                            | 2.                |                              |                              | Məhəddin Allahverdiyev (URS) · passzivitás |                                       |             |
| Hriszto Filcsev     | 52 kg       | A csoport · Jihad Sharif (JOR) · 16–0 · Florentino Tirante (PHI) · kizárták · Erol Kemah (TUR) · 17–0 · Alekszandr Ignatyenko (URS) · passzivitás · Mijahara Acudzsi (JPN) · 6–10                              | 4.                | Peter Stjernberg (SWE) · 9–3 |                              |                                            |                                       | 7.          |
| Sztojan Balov       | 57 kg       | A csoport · Zoran Galović (YUG) · 16–0 · a 2. fordulóban erőnyerő · Kacem Bouallouche (MAR) · 16–0 · Keijo Pehkonen (FIN) · 3–2 · Ho Bjongho (Heo Byeong-Ho) (KOR) · 5–2 · Harálambosz Holídisz (GRE) · 8–0    | 1.                |                              |                              |                                            | Sike András (HUN) · feladta (sérülés) |             |
| Zsivko Vangelov     | 62 kg       | B csoport · Bódi Jenő (HUN) · 1–0 · Jukka Loikas (FIN) · 7–0 · Nisigucsi Sigeki (JPN) · kétvállas · Hugo Dietsche (SUI) · kétvállas                                                                            | 1.                |                              |                              |                                            | Kamandar Məcidov (URS) · 2–6          |             |
| Georgi Karamanliev  | 68 kg       | B csoport · Kiptoo Salbei (KEN) · 15–0 · a 2. fordulóban erőnyerő · Repka Attila (HUN) · passzivitás · Jerzy Kopański (POL) · passzivitás                                                                      | 6.                | kiesett                      | kiesett                      | kiesett                                    | kiesett                               | helyezetlen |
| Boriszlav Velicskov | 74 kg       | A csoport · Jean Manga (CMR) · 16–0 · Vej Csing-kun (Wei Qingkun) (CHN) · 4–0 · Kim Jongnam (Kim Yeong-Nam) (KOR) · 1–3 · Franc Podlesek (YUG) · 1–0 · az 5. fordulóban erőnyerő · Józef Tracz (POL) · 4–5     | 3.                |                              | Martial Mischler (FRA) · 1–4 |                                            |                                       | 6.          |
| Angel Sztojkov      | 82 kg       | A csoport · Mehdi Moradi-Ganjeh (IRI) · 14–0 · Moustafa Ramada Hussain (EGY) · passzivitás · John Morgan (USA) · passzivitás · Komáromi Tibor (HUN) · 1–6                                                      | 6.                | kiesett                      | kiesett                      | kiesett                                    | kiesett                               | helyezetlen |
| Atanasz Komsev      | 90 kg       | A csoport · Morijama Jaszutosi (JPN) · 2–0 · Samba Adama (MTN) · kétvállas · Franz Pitschmann (AUT) · 12–2 · Christer Gulldén (SWE) · 4–0 · Jeórjiosz Pikilídisz (GRE) · 6–3                                   | 1.                |                              |                              |                                            | Harri Koskela (FIN) · 4–0             |             |
| Ilija Georgiev      | 100 kg      | B csoport · Ambroise Sarr (SEN) · kétvállas · Gáspár Tamás (HUN) · 1–2 · Sören Claeson (SWE) · 14–2 · Ju Jongjol (Yu Yeong-Yeol) (KOR) · 17–0 · az 5. fordulóban erőnyerő · Gerhard Himmel (FRG) · passzivitás | 2.                |                              |                              | Dennis Koslowski (USA) · 0–6               |                                       | 4.          |
| Rangel Gerovszki    | 130 kg      | B csoport · Daniel Payne (CAN) · passzivitás · Fabio Valguarnera (ITA) · passzivitás · Roman Wrocławski (POL) · passzivitás · Hassan El-Haddad (EGY) · 5–0 · Degucsi Kazuja (JPN) · 14–0                       | 1.                |                              |                              |                                            | Alekszandr Karelin (URS) · 3–5        |             |

Szabadfogású
| Versenyző         | Versenyszám | Vigaszágas kiesés | Vigaszágas kiesés | Helyosztók                                         | Helyosztók                            | Bronz- mérkőzés              | Döntő                        | Helyezés    |
| Versenyző         | Versenyszám | Vigaszágas kiesés | Vigaszágas kiesés | 7. helyért                                         | 5. helyért                            | Bronz- mérkőzés              | Döntő                        | Helyezés    |
| Versenyző         | Versenyszám | Ellenfél Eredmény | Hely.             | Ellenfél Eredmény                                  | Ellenfél Eredmény                     | Ellenfél Eredmény            | Ellenfél Eredmény            | Helyezés    |
| ----------------- | ----------- | --- | ----------------- | -------------------------------------------------- | ------------------------------------- | ---------------------------- | ---------------------------- | ----------- |
| Ivan Conov        | 48 kg       | A csoport · Szergej Karamcsakov (URS) · 1–7 · Hou Csün-ji (Hour Jiunn-Yih) (TPE) · 19–3 · Mohammad Razigul (AFG) · 10–3 · Rajesh Kumar (IND) · 11–8 · az 5. fordulóban erőnyerő · Reiner Heugabel (FRG) · 3–0                           | 1.                |                                                    |                                       |                              | Kobajasi Takasi (JPN) · 4–16 |             |
| Valentin Jordanov | 52 kg       | A csoport · Carlos Negron (PUR) · kétvállas · Ousmane Diallo (GUI) · 17–1 · Ken Chertow (USA) · 19–6 · a 4. fordulóban erőnyerő · Šaban Trstena (YUG) · 5–11 · Volodimir Tohuzov (URS) · 1–14                                           | 4.                | Tserenbaataryn Enkhbayar (MGL) · feladta (sérülés) |                                       |                              |                              | 8.          |
| Valentin Ivanov   | 57 kg       | B csoport · Csen Jung-liang (Chen Yongliang) (CHN) · 17–1 · Ramón Meña (PAN) · kétvállas · Mourad Zelfani (TUN) · kétvállas · a 4. fordulóban erőnyerő · Asgari Mohammadian (IRI) · 4–5 · No Gjongszon (No Gyeong-Seon) (KOR) · 5–7     | 3.                |                                                    | Nagy Béla (HUN) · 5–3                 |                              |                              | 5.          |
| Szimeon Sterev    | 62 kg       | A csoport · Kazuhito Sakae (JPN) · 2–1 · John Smith (USA) · 3–6 · Dan Cumming (AUS) · kétvállas · Marian Skubacz (POL) · 2–0 · Avirmediin Enkhee (MGL) · passzivitás                                                                    | 2.                |                                                    |                                       | Akbar Fallah (IRI) · 5–2     |                              |             |
| Angel Jaszenov    | 68 kg       | A csoport · Arszen Fadzajev (URS) · 4–12 · Hao Hua-sze-ha-la-tu (Ho Bisgaltu) (CHN) · 12–3 · Jeórjiosz Athanasziádisz (GRE) · 3–2 · Herminio Hidalgo (PAN) · kétvállas · Akaisi Kószei (JPN) · 3–5                                      | 4.                | Alexander Leipold (FRG) · 10–14                    |                                       |                              |                              | 8.          |
| Rahmat Szofiadi   | 74 kg       | A csoport · Jean Manga (CMR) · kétvállas · Monday Eguabor (NGR) · 15–0 · a 3. fordulóban erőnyerő · Hara Josihiko (JPN) · 7–3 · Claudiu Tămăduianu (ROU) · 14–2 · Adlan Varajev (URS) · 2–5 · Ayat Vagozari (IRI) · feladta (sérülés) · | 2.                |                                                    |                                       | Lodoin Enkhbayar (MGL) · 8–3 |                              |             |
| Alekszandar Nanev | 82 kg       | B csoport · Mark Schultz (USA) · 0–4 · Andrzej Radomski (POL) · 1–4 | 11.               | kiesett                                            | kiesett                               | kiesett                      | kiesett                      | helyezetlen |
| Rumen Alabakov    | 90 kg       | B csoport · Jerzy Nieć (POL) · 9–3 · Mohamed Reza Tupchi (IRI) · 3–2 · Bodo Lukowski (FRG) · 3–2 · Hubert Bindels (BEL) · 9–0 · Edwin Lins (AUT) · kétvállas · Kim Theu (Kim Tae-U) (KOR) · 3–5                                         | 3.                |                                                    | Jim Scherr (USA) · 1–3                |                              |                              | 6.          |
| Georgi Karadusev  | 100 kg      | B csoport · Wilfried Colling (FRG) · 2–0 · Július Strnisko (TCH) · 7–1 · Vasile Puşcaşu (ROU) · 3–7 · Babacar Sar (MTN) · kétvállas · Noel Loban (GBR) · 5–3 · Bill Scherr (USA) · 1–6                                                  | 3.                |                                                    | Boldyn Javkhlantögs (MGL) · kétvállas |                              |                              | 5.          |
| Atanasz Atanaszov | 130 kg      | B csoport · az 1. fordulóban erőnyerő · Klauz László (HUN) · passzivitás · Dennis Atiyeh (SYR) · 15–0 · Davit Gobedzsisvili (URS) · 1–6                                                                                                 | 3.                |                                                    | Daniel Payne (CAN) · 8–3              |                              |                              | 5.          |

## Cselgáncs
| Versenyző         | Versenyszám  | Csoport | Selejtező                      | 32-es főtábla                             | Nyolcaddöntő                       | Negyeddöntő       | Elődöntő          | Vigaszág nyolcaddöntő | Vigaszág negyeddöntő           | Vigaszág elődöntő                             | Bronz- mérkőzés                                         | Döntő             | Helyezés |
| Versenyző         | Versenyszám  | Csoport | Ellenfél Eredmény              | Ellenfél Eredmény                         | Ellenfél Eredmény                  | Ellenfél Eredmény | Ellenfél Eredmény | Ellenfél Eredmény     | Ellenfél Eredmény              | Ellenfél Eredmény                             | Ellenfél Eredmény                                       | Ellenfél Eredmény | Helyezés |
| ----------------- | ------------ | ------- | ------------------------------ | ----------------------------------------- | ---------------------------------- | ----------------- | ----------------- | --------------------- | ------------------------------ | --------------------------------------------- | ------------------------------------------------------- | ----------------- | -------- |
| Pavel Botev       | Légsúly      | A       | erőnyerő                       | Mihalákisz Szkurumúnisz (CYP) · 1001–0000 | Patrick Roux (FRA) · 0000–0001     | kiesett           | kiesett           |                       |                                |                                               |                                                         |                   | 14.      |
| Ivo Kosztadinov   | Harmatsúly   | A       | Mark Adshead (GBR) · 0011–0000 | Guido Schumacher (FRG) · 1000–0000        | Janusz Pawłowski (POL) · 0000–1001 |                   |                   |                       | Philip Laats (BEL) · 0000–0001 | kiesett                                       | kiesett                                                 |                   | 9.       |
| Georgi Petrov     | Középsúly    | A       | erőnyerő                       | Ng Chiu Fan (HKG) · 1000–0000             | Gyáni János (HUN) · 0000–1000      | kiesett           | kiesett           |                       |                                |                                               |                                                         |                   | 13.      |
| Marko Valev       | Félnehézsúly | B       |                                | Juri Fazi (ITA) · 0000–0100               | kiesett                            | kiesett           | kiesett           |                       |                                |                                               |                                                         |                   | 18.      |
| Dimitar Zaprjanov | Nehézsúly    | A       |                                | Roger Vachon (FRA) · 0001–0000            | Szaitó Hitosi (JPN) · 0000–1001    |                   |                   |                       | Lansana Coly (SEN) · 1000–0000 | Mohamed Ali Rashwan (EGY) · 0000 (bírói)–0000 | Cso Jongcshol (Jo Yong-Cheol) (KOR) · 0000–0000 (bírói) |                   | 5.       |

## Evezés
Férfi
| Versenyző | Versenyszám      | Előfutam | Előfutam | Vigaszág | Vigaszág | Elődöntő | Elődöntő | Döntő | Döntő   | Döntő | Helyezés |
| Versenyző | Versenyszám      | Idő      | Hely.    | Idő      | Hely.    | Idő      | Hely.    | Típus | Idő     | Hely. | Helyezés |
| --- | ---------------- | -------- | -------- | -------- | -------- | -------- | -------- | ----- | ------- | ----- | -------- |
| Vaszil Radev Daniel Jordanov | Kétpárevezős     | 6:17,92  | 3.       | 6:41,10  | 2.       | 6:20,33  | 4.       | B     | 7:04,39 | 2.    | 8.       |
| Emil Grojcev Atanasz Andreev Sztefan Sztojkov                                                                                           | Kormányos kettes | 7:15,24  | 2.       | erőnyerő | erőnyerő | 7:01,23  | 1.       | A     | 7:03,04 | 5.    | 5.       |
| Rumen Aleksziev Emil Bondev Juri Gyulgerov Ivo Gelov Dimitar Kamburszki Venceszlav Kancsev Ivan Sztanev Dimitar Toncsev Nikola Zlatanov | Nyolcas          | 5:48,25  | 4.       | 5:40,93  | 3.       |          |          | B     | 5:49,99 | 2.    | 8.       |

Női
| Versenyző | Versenyszám              | Előfutam | Előfutam | Vigaszág | Vigaszág | Elődöntő | Elődöntő | Döntő | Döntő   | Döntő | Helyezés |
| Versenyző | Versenyszám              | Idő      | Hely.    | Idő      | Hely.    | Idő      | Hely.    | Típus | Idő     | Hely. | Helyezés |
| --- | ------------------------ | -------- | -------- | -------- | -------- | -------- | -------- | ----- | ------- | ----- | -------- |
| Magdalena Georgieva | Egypárevezős             | 7:50,64  | 1.       | erőnyerő | erőnyerő | 7:35,47  | 1.       | A     | 7:53,65 | 3.    |          |
| Violeta Ninova Sztefka Madina | Kétpárevezős             | 7:32,82  | 2.       | 7:24,96  | 1.       |          |          | A     | 7:06,03 | 3.    |          |
| Radka Sztojanova Lalka Berberova | Kormányos nélküli kettes | 7:48,68  | 2.       | 7:50,94  | 1.       |          |          | A     | 7:31,95 | 2.    |          |
| Pavlina Hrisztova Galina Anahrieva Iszkra Velinova Kraszimira Tocseva                                                                             | Négypárevezős            | 6:23,22  | 1.       |          |          |          |          | A     | 6:24,10 | 4.    | 4.       |
| Teodora Zareva Violeta Zareva Miglena Mihaleva Szvetla Durcsova Greta Georgieva Olja Sztoicskova* Mariana Sztojanova* Katia Todorova*             | Kormányos négyes         | 7:11,59  | 2.       | 7:20,78  | 1.       |          |          | A     | 7:02,27 | 4.    | 4.       |
| Teodora Zareva Violeta Zareva Nevjana Ivanova Olja Sztoicskova Todorka Vaszileva Rita Todorova Mariana Sztojanova Daniela Oronova Greta Georgieva | Nyolcas                  | 6:47,99  | 4.       | 6:08,26  | 2.       |          |          | A     | 6:25,02 | 5.    | 5.       |

* - csak az előfutamban

## Kajak-kenu
Férfi
| Versenyző                                                   | Versenyszám         | Előfutam | Előfutam | Előfutam | Vigaszág | Vigaszág | Vigaszág | Elődöntő | Elődöntő | Elődöntő | Döntő   | Döntő    |
| Versenyző                                                   | Versenyszám         | Idő      | Hely.    | Össz.    | Idő      | Hely.    | Össz.    | Idő      | Hely.    | Össz.    | Idő     | Helyezés |
| ----------------------------------------------------------- | ------------------- | -------- | -------- | -------- | -------- | -------- | -------- | -------- | -------- | -------- | ------- | -------- |
| Nikolaj Jordanov Petar Godev Boriszlav Cvetkov Ivan Marinov | Kajak négyes 1000 m | 3:15,00  | 6.       | 13.      | 3:09,30  | 2.       | 2.       | 3:11,56  | 4.       | 9.       | kiesett | kiesett  |
| Martin Marinov                                              | Kenu egyes 500 m    | 1:52,74  | 2.       | 2.       | erőnyerő | erőnyerő | erőnyerő | 1:55,61  | 1.       | 4.       | 1:57,27 |          |
| Nikolaj Buhalov                                             | Kenu egyes 1000 m   | 4:09,57  | 3.       | 5.       | erőnyerő | erőnyerő | erőnyerő | 4:07,23  | 2.       | 2.       | 4:18,94 |          |
| Dejan Bonev Petar Bozsilov                                  | Kenu kettes 500 m   | 1:44,53  | 1.       | 7.       | erőnyerő | erőnyerő | erőnyerő | 1:48,60  | 3.       | 8.       | 1:44,32 | 4.       |
| Dejan Bonev Petar Bozsilov                                  | Kenu kettes 1000 m  | 4:01,42  | 5.       | 12.      | 4:06,91  | 2.       | 2.       | 3:54,98  | 3.       | 7.       | 4:11,42 | 9.       |

Női
| Versenyző                                                       | Versenyszám        | Előfutam | Előfutam | Előfutam | Vigaszág | Vigaszág | Vigaszág | Elődöntő | Elődöntő | Elődöntő | Döntő   | Döntő    |
| Versenyző                                                       | Versenyszám        | Idő      | Hely.    | Össz.    | Idő      | Hely.    | Össz.    | Idő      | Hely.    | Össz.    | Idő     | Helyezés |
| --------------------------------------------------------------- | ------------------ | -------- | -------- | -------- | -------- | -------- | -------- | -------- | -------- | -------- | ------- | -------- |
| Vanya Geseva                                                    | Kajak egyes 500 m  | 1:55,44  | 1.       | 2.       |          |          |          | 1:56,26  | 2.       | 2.       | 1:55,19 |          |
| Vanya Geseva Diana Palijszka                                    | Kajak kettes 500 m | 1:44,52  | 1.       | 1.       | erőnyerő | erőnyerő | erőnyerő | 1:52,48  | 2.       | 6.       | 1:44,06 |          |
| Boriszlava Ivanova Diana Palijszka Ognyana Petrova Vanya Geseva | Kajak négyes 500 m | 1:39,40  | 2.       | 4.       | erőnyerő | erőnyerő | erőnyerő |          |          |          | 1:42,63 |          |

## Kosárlabda

### Női
| Bolgár női kosárlabdacsapat-játékoskeret                                                                                  | Bolgár női kosárlabdacsapat-játékoskeret                                                                                 |
| --- | --- |
| - Kosztadinka Radkova - Larisza Szpaszova - Madlena Sztaneva - Mariana Csobanova - Mariana Najdenova - Nina Hadzsijankova | - Polina Cekova - Radmila Vaszileva - Szonija Dragomirova - Cоnka Vajszilova - Vanya Dermendzsieva - Evladija Sztefanova |

#### Eredmények
Csoportkör
A csoport
| Csapat            | M | Gy | V | P+  | P–  | Pk  | P |
| ----------------- | - | -- | - | --- | --- | --- | - |
| Ausztrália (AUS)  | 3 | 2  | 1 | 178 | 196 | –18 | 5 |
| Szovjetunió (URS) | 3 | 2  | 1 | 208 | 188 | +20 | 5 |
| Bulgária (BUL)    | 3 | 1  | 2 | 217 | 241 | –24 | 4 |
| Dél-Korea (KOR)   | 3 | 1  | 2 | 244 | 222 | +22 | 4 |

| 1988. szeptember 19. | Bulgária (BUL) | 62–91 | Szovjetunió (URS) |  |
| 1988. szeptember 19. | (26–50)        |       |                   |  |

| 1988. szeptember 22. | Ausztrália (AUS) | 63–57 | Bulgária (BUL) |  |
| 1988. szeptember 22. | (31–30)          |       |                |  |

| 1988. szeptember 25. | Bulgária (BUL) | 98–87 | Dél-Korea (KOR) |  |
| 1988. szeptember 25. | (48–51)        |       |                 |  |

Az 5–8. helyért
| 1988. szeptember 27. | Bulgária (BUL) | 81–78 | Csehszlovákia (TCH) |  |
| 1988. szeptember 27. | (49–42)        |       |                     |  |

Az 5. helyért
| 1988. szeptember 29. | Bulgária (BUL) | 102–74 | Kína (CHN) |  |
| 1988. szeptember 29. | (53–19)        |        |            |  |

| Csapat         | Helyezés |
| -------------- | -------- |
| Bulgária (BUL) | 5.       |

## Ökölvívás
| Versenyző            | Versenyszám     | Selejtező                        | 32-es főtábla                              | Nyolcaddöntő                                  | Negyeddöntő                                | Elődöntő                       | Döntő                        | Helyezés |
| Versenyző            | Versenyszám     | Ellenfél Eredmény                | Ellenfél Eredmény                          | Ellenfél Eredmény                             | Ellenfél Eredmény                          | Ellenfél Eredmény              | Ellenfél Eredmény            | Helyezés |
| -------------------- | --------------- | -------------------------------- | ------------------------------------------ | --------------------------------------------- | ------------------------------------------ | ------------------------------ | ---------------------------- | -------- |
| Ivajlo Marinov       | Papírsúly       | erőnyerő                         | Mark Epton (GBR) · 5:0                     | Donald Martínez (ESA) · 5:0                   | Alekszandr Mahmutov (URS) · 5:0            | Leopoldo Serrantes (PHI) · 5:0 | Michael Carbajal (USA) · 5:0 |          |
| Szerafim Todorov     | Légsúly         | David Griman (VEN) · 4:1         | Szegava Szecuo (JPN) · 5:0                 | Gamal El-Din El-Koumy (EGY) · mérkőzés nélkül | Kim Gvangszon (Kim Gwang-Seon) (KOR) · 1:4 | kiesett                        | kiesett                      | 5.       |
| Alekszandar Hrisztov | Harmatsúly      | Peter Anok (SUD) · 4:1           | Pjon Dzsongil (Byeon Jeong-Il) (KOR) · 4:1 | Jimmy Mayanja (SWE) · 5:0                     | Alekszandr Artyemjev (URS) · 3:2           | Jorge Julio (COL) · 3:2        | Kennedy McKinney (USA) · 0:5 |          |
| Kirkor Kirkorov      | Pehelysúly      | Diego Drumm (GDR) · 5:0          | Jamie Pagendam (CAN) · mérkőzés nélkül     | I Dzsehjok (Lee Jae-Hyeok) (KOR) · 2:3        | kiesett                                    | kiesett                        | kiesett                      | 9.       |
| Emil Csuprenszki     | Könnyűsúly      | erőnyerő                         | Eduardo de la Peña (GUM) · RSC             | Mark Kennedy (JAM) · 5:0                      | Romallis Ellis (USA) · 2:3                 | kiesett                        | kiesett                      | 5.       |
| Boriszlav Abadzsiev  | Kisváltósúly    | Vukašin Dobrašinović (YUG) · 2:3 | kiesett                                    | kiesett                                       | kiesett                                    | kiesett                        | kiesett                      | 33.      |
| Hriszto Furnigov     | Váltósúly       | erőnyerő                         | Gregory Griffith (BAR) · KO                | Abdoukerim Hamidou (TOG) · 5:0                | Robert Wangila (KEN) · 0:5                 | kiesett                        | kiesett                      | 5.       |
| Angel Sztojanov      | Nagyváltósúly   | erőnyerő                         | Torsten Schmitz (GDR) · 2:5                | kiesett                                       | kiesett                                    | kiesett                        | kiesett                      | 17.      |
| Dejan Kirilov        | Félnehézsúly    |                                  | Damir Škaro (YUG) · 2:3                    | kiesett                                       | kiesett                                    | kiesett                        | kiesett                      | 17.      |
| Szvilen Ruszinov     | Nehézsúly       |                                  | erőnyerő                                   | Andrzej Gołota (POL) · 0:5                    | kiesett                                    | kiesett                        | kiesett                      | 9.       |
| Petar Sztoimenov     | Szupernehézsúly |                                  | erőnyerő                                   | Peter Hrivňák (TCH) · RSC                     | kiesett                                    | kiesett                        | kiesett                      | 9.       |

RSC – a mérkőzésvezető megállította a mérkőzést

## Röplabda

### Férfi
| Bolgár férfi röplabdacsapat-játékoskeret                                                                 | Bolgár férfi röplabdacsapat-játékoskeret                                                            |
| --- | --------------------------------------------------------------------------------------------------- |
| - Boriszlav Kjoszev - Dimo Tonev - Ilian Kazijszki - Konsztantin Mitev - Ljubomir Ganev - Milcso Milanov | - Najden Najdenov - Petko Petkov - Petko Dragiev - Plamen Hrisztov - Szava Kovacsev - Cvetan Florov |

#### Eredmények
Csoportkör
A csoport
|                   |      | Mérkőzések | Mérkőzések | Szettek | Szettek | Szettek | Pontok | Pontok | Pontok |
| Csapat            | Pont | Gy         | V          | Sz+     | Sz–     | SzA     | P+     | P–     | PA     |
| ----------------- | ---- | ---------- | ---------- | ------- | ------- | ------- | ------ | ------ | ------ |
| Szovjetunió (URS) | 9    | 4          | 1          | 14      | 4       | 3,500   | 248    | 190    | 1,305  |
| Brazília (BRA)    | 9    | 4          | 1          | 14      | 7       | 2,000   | 296    | 225    | 1,316  |
| Svédország (SWE)  | 7    | 2          | 3          | 9       | 11      | 0,818   | 220    | 262    | 0,840  |
| Bulgária (BUL)    | 7    | 2          | 3          | 7       | 9       | 0,778   | 190    | 194    | 0,979  |
| Olaszország (ITA) | 7    | 2          | 3          | 7       | 11      | 0,636   | 203    | 222    | 0,914  |
| Dél-Korea (KOR)   | 6    | 1          | 4          | 5       | 14      | 0,357   | 200    | 264    | 0,758  |

| 1988. szeptember 18. | Szovjetunió (URS)  | 3–0 | Bulgária (BUL) |  |
| 1988. szeptember 18. | (15–7, 15–9, 15–8) |     |                |  |

| 1988. szeptember 19. | Olaszország (ITA)  | 0–3 | Bulgária (BUL) |  |
| 1988. szeptember 19. | (7–15, 8–15, 6–15) |     |                |  |

| 1988. szeptember 22. | Brazília (BRA)              | 3–1 | Bulgária (BUL) |  |
| 1988. szeptember 22. | (13–15, 15–6, 15–12, 15–12) |     |                |  |

| 1988. szeptember 24. | Bulgária (BUL)      | 3–0 | Dél-Korea (KOR) |  |
| 1988. szeptember 24. | (15–7, 15–10, 15–8) |     |                 |  |

| 1988. szeptember 26. | Svédország (SWE)     | 3–0 | Bulgária (BUL) |  |
| 1988. szeptember 26. | (15–11, 15–12, 15–8) |     |                |  |

Az 5–8. helyért
| 1988. szeptember 28. 9:45 | Bulgária (BUL)       | 3–0 | Franciaország (FRA) |  |
| 1988. szeptember 28. 9:45 | (15–8, 15–12, 15–11) |     |                     |  |

Az 5. helyért
| 1988. október 1. 12:30 | Hollandia (NED)     | 3–0 | Bulgária (BUL) |  |
| 1988. október 1. 12:30 | (15–6, 15–8, 15–10) |     |                |  |

| Csapat         | Helyezés |
| -------------- | -------- |
| Bulgária (BUL) | 6.       |

## Sportlövészet
Férfi
| Versenyző       | Versenyszám           | Selejtező | Selejtező | Döntő   | Döntő    |
| Versenyző       | Versenyszám           | Pont      | Helyezés  | Pont    | Helyezés |
| --------------- | --------------------- | --------- | --------- | ------- | -------- |
| Tanyu Kirjakov  | Légpisztoly           | 585       | 3.        | 568     |          |
| Tanyu Kirjakov  | Szabadpisztoly        | 566       | 2.        | 656     | 4.       |
| Ljubcso Gyakov  | Szabadpisztoly        | 554       | 23.       | kiesett | kiesett  |
| Ljubcso Gyakov  | Légpisztoly           | 575       | 23.       | kiesett | kiesett  |
| Georgi Poljakov | Légpuska              | 582       | 31.       | kiesett | kiesett  |
| Georgi Poljakov | Sportpuska, fekvő     | 593       | 32.       | kiesett | kiesett  |
| Georgi Poljakov | Sportpuska, összetett | 1161      | 28.       | kiesett | kiesett  |
| Petar Zaprjanov | Sportpuska, összetett | 1162      | 27.       | kiesett | kiesett  |
| Petar Zaprjanov | Sportpuska, fekvő     | 590       | 41.       | kiesett | kiesett  |

Női
| Versenyző       | Versenyszám           | Selejtező | Selejtező | Döntő   | Döntő    |
| Versenyző       | Versenyszám           | Pont      | Helyezés  | Pont    | Helyezés |
| --------------- | --------------------- | --------- | --------- | ------- | -------- |
| Nonka Matova    | Légpuska              | 391       | 12.       | kiesett | kiesett  |
| Nonka Matova    | Sportpuska, összetett | 580       | 11.       | kiesett | kiesett  |
| Veszela Lecseva | Sportpuska, összetett | 583       | 6.        | 683,2   |          |
| Veszela Lecseva | Légpuska              | 389       | 17.       | kiesett | kiesett  |

## Súlyemelés
| Versenyző            | Versenyszám | Szakítás | Szakítás | Lökés    | Lökés    | Összesen | Helyezés |
| Versenyző            | Versenyszám | Eredmény | Helyezés | Eredmény | Helyezés | Összesen | Helyezés |
| -------------------- | ----------- | -------- | -------- | -------- | -------- | -------- | -------- |
| Szevdalin Marinov    | 52 kg       | 120,0    | 1.       | 150,0    | 1.       | 270,0    |          |
| Mitko Grablev        | 56 kg       | kizárták | kizárták | kizárták | kizárták | kizárták | kizárták |
| Sztefan Topurov      | 60 kg       | 137,5    | 2.       | 175,0    | 2.       | 312,5    |          |
| Angel Gencsev        | 67,5 kg     | kizárták | kizárták | kizárták | kizárták | kizárták | kizárták |
| Boriszlav Gidikov    | 75 kg       | 167,5    | 1.       | 207,5    | 1.       | 375,0    |          |
| Alekszandar Varbanov | 75 kg       | 157,5    | 3.       | 200,0    | 2.       | 357,5    |          |

## Tenisz
Női
| Versenyző                        | Versenyszám | 64-es főtábla     | 32-es főtábla                 | Nyolcaddöntő                                                   | Negyeddöntő                              | Elődöntő                           | Döntő             | Helyezés |
| Versenyző                        | Versenyszám | Ellenfél Eredmény | Ellenfél Eredmény             | Ellenfél Eredmény                                              | Ellenfél Eredmény                        | Ellenfél Eredmény                  | Ellenfél Eredmény | Helyezés |
| -------------------------------- | ----------- | ----------------- | ----------------------------- | -------------------------------------------------------------- | ---------------------------------------- | ---------------------------------- | ----------------- | -------- |
| Manuela Maleeva                  | Egyes       | erőnyerő          | Mercedes Paz (ARG) · 6–1, 6–2 | Catarina Lindqvist (SWE) · 6–1, 6–0                            | Raffaella Reggi-Concato (ITA) · 6–3, 6–4 | Gabriela Sabatini (ARG) · 1–6, 2–6 | kiesett           |          |
| Katerina Maleeva                 | Egyes       | erőnyerő          | Gisele Miró (BRA) · 7–5, 6–1  | Pam Shriver (USA) · 3–6, 6–3, 2–6                              | kiesett                                  | kiesett                            | kiesett           | 9.       |
| Manuela Maleeva Katerina Maleeva | Páros       |                   |                               | Ausztrália (AUS) · Liz Smylie · Wendy Turnbull · 2–6, 6–3, 0–6 | kiesett                                  | kiesett                            | kiesett           | 9.       |

## Torna
Férfi
| Versenyző                                                                                       | Versenyszám      | Selejtező | Selejtező | Döntő    | Döntő    |
| Versenyző                                                                                       | Versenyszám      | Pontszám  | Helyezés  | Pontszám | Helyezés |
| ----------------------------------------------------------------------------------------------- | ---------------- | --------- | --------- | -------- | -------- |
| Kalofer Hrisztozov                                                                              | Talaj            | 19,80     | 5.        | 9,900    | 7.       |
| Kalofer Hrisztozov                                                                              | Ugrás            | 19,30     | 33.       | kiesett  | kiesett  |
| Kalofer Hrisztozov                                                                              | Korlát           | 19,75     | 4.        | 9,875    | 4.       |
| Kalofer Hrisztozov                                                                              | Nyújtó           | 19,50     | 21.       | kiesett  | kiesett  |
| Kalofer Hrisztozov                                                                              | Gyűrű            | 19,80     | 5.        | 9,900    | 4.*      |
| Kalofer Hrisztozov                                                                              | Lólengés         | 19,55     | 19.       | kiesett  | kiesett  |
| Kalofer Hrisztozov                                                                              | Egyéni összetett | 117,70    | 6.        | 117,750  | 6.*      |
| Dimitar Taszkov                                                                                 | Talaj            | 19,50     | 25.       | kiesett  | kiesett  |
| Dimitar Taszkov                                                                                 | Ugrás            | 19,45     | 18.       | kiesett  | kiesett  |
| Dimitar Taszkov                                                                                 | Korlát           | 19,25     | 59.       | kiesett  | kiesett  |
| Dimitar Taszkov                                                                                 | Nyújtó           | 19,45     | 24.       | kiesett  | kiesett  |
| Dimitar Taszkov                                                                                 | Gyűrű            | 19,45     | 29.       | kiesett  | kiesett  |
| Dimitar Taszkov                                                                                 | Lólengés         | 19,65     | 12.       | kiesett  | kiesett  |
| Dimitar Taszkov                                                                                 | Egyéni összetett | 116,75    | 21.       | 117,125  | 20.      |
| Ljubomir Geraszkov                                                                              | Talaj            | 19,50     | 25.       | kiesett  | kiesett  |
| Ljubomir Geraszkov                                                                              | Ugrás            | 19,15     | 46.       | kiesett  | kiesett  |
| Ljubomir Geraszkov                                                                              | Korlát           | 19,40     | 39.       | kiesett  | kiesett  |
| Ljubomir Geraszkov                                                                              | Nyújtó           | 19,10     | 52.       | kiesett  | kiesett  |
| Ljubomir Geraszkov                                                                              | Gyűrű            | 19,70     | 9.        | kiesett  | kiesett  |
| Ljubomir Geraszkov                                                                              | Lólengés         | 19,90     | 1.        | 9,950    | **       |
| Ljubomir Geraszkov                                                                              | Egyéni összetett | 116,75    | 21.       | 116,625  | 23.      |
| Dejan Kolev                                                                                     | Talaj            | 19,45     | 30.       | kiesett  | kiesett  |
| Dejan Kolev                                                                                     | Ugrás            | 19,65     | 6.        | 9,825    | 4.       |
| Dejan Kolev                                                                                     | Korlát           | 19,35     | 44.       | kiesett  | kiesett  |
| Dejan Kolev                                                                                     | Nyújtó           | 19,20     | 47.       | kiesett  | kiesett  |
| Dejan Kolev                                                                                     | Gyűrű            | 19,65     | 16.       | kiesett  | kiesett  |
| Dejan Kolev                                                                                     | Lólengés         | 19,00     | 56.       | kiesett  | kiesett  |
| Dejan Kolev                                                                                     | Egyéni összetett | 116,30    | 30.       | kiesett  | kiesett  |
| Sztojko Gocsev                                                                                  | Talaj            | 19,20     | 51.       | kiesett  | kiesett  |
| Sztojko Gocsev                                                                                  | Ugrás            | 18,90     | 67.       | kiesett  | kiesett  |
| Sztojko Gocsev                                                                                  | Korlát           | 19,65     | 13.       | kiesett  | kiesett  |
| Sztojko Gocsev                                                                                  | Nyújtó           | 19,55     | 15.       | kiesett  | kiesett  |
| Sztojko Gocsev                                                                                  | Gyűrű            | 19,55     | 21.       | kiesett  | kiesett  |
| Sztojko Gocsev                                                                                  | Lólengés         | 19,10     | 46.       | kiesett  | kiesett  |
| Sztojko Gocsev                                                                                  | Egyéni összetett | 115,95    | 36.       | kiesett  | kiesett  |
| Petar Georgiev                                                                                  | Talaj            | 18,95     | 71.       | kiesett  | kiesett  |
| Petar Georgiev                                                                                  | Ugrás            | 19,30     | 33.       | kiesett  | kiesett  |
| Petar Georgiev                                                                                  | Korlát           | 19,50     | 29.       | kiesett  | kiesett  |
| Petar Georgiev                                                                                  | Nyújtó           | 18,95     | 63.       | kiesett  | kiesett  |
| Petar Georgiev                                                                                  | Gyűrű            | 19,35     | 39.       | kiesett  | kiesett  |
| Petar Georgiev                                                                                  | Lólengés         | 19,55     | 19.       | kiesett  | kiesett  |
| Petar Georgiev                                                                                  | Egyéni összetett | 115,60    | 39.       | kiesett  | kiesett  |
| Kalofer Hrisztozov Dimitar Taszkov Ljubomir Geraszkov Dejan Kolev Sztojko Gocsev Petar Georgiev | Csapat összetett |           |           | 585,10   | 5.       |

Női
| Versenyző                                                                                                | Versenyszám      | Selejtező | Selejtező | Döntő    | Döntő    |
| Versenyző                                                                                                | Versenyszám      | Pontszám  | Helyezés  | Pontszám | Helyezés |
| --- | ---------------- | --------- | --------- | -------- | -------- |
| Diana Dudeva                                                                                             | Talaj            | 19,800    | 5.        | 19,850   |          |
| Diana Dudeva                                                                                             | Ugrás            | 19,625    | 14.       | kiesett  | kiesett  |
| Diana Dudeva                                                                                             | Felemás korlát   | 19,600    | 16.       | kiesett  | kiesett  |
| Diana Dudeva                                                                                             | Gerenda          | 19,625    | 9.        | 19,724   | 6.       |
| Diana Dudeva                                                                                             | Egyéni összetett | 78,650    | 8.        | 78,725   | 9.       |
| Deljana Vodenicsarova                                                                                    | Talaj            | 19,750    | 8.        | 19,837   | 4.       |
| Deljana Vodenicsarova                                                                                    | Ugrás            | 19,600    | 17.       | kiesett  | kiesett  |
| Deljana Vodenicsarova                                                                                    | Felemás korlát   | 19,500    | 27.       | kiesett  | kiesett  |
| Deljana Vodenicsarova                                                                                    | Gerenda          | 19,475    | 20.       | kiesett  | kiesett  |
| Deljana Vodenicsarova                                                                                    | Egyéni összetett | 78,325    | 15.       | 78,337   | 12.      |
| Borjana Sztojanova                                                                                       | Talaj            | 19,300    | 42.       | kiesett  | kiesett  |
| Borjana Sztojanova                                                                                       | Ugrás            | 19,825    | 3.        | 19,780   | 4.       |
| Borjana Sztojanova                                                                                       | Felemás korlát   | 19,300    | 47.       | kiesett  | kiesett  |
| Borjana Sztojanova                                                                                       | Gerenda          | 19,525    | 17.       | kiesett  | kiesett  |
| Borjana Sztojanova                                                                                       | Egyéni összetett | 77,950    | 17.       | 78,200   | 13.      |
| Ivelina Rajkova                                                                                          | Talaj            | 19,575    | 22.       | kiesett  | kiesett  |
| Ivelina Rajkova                                                                                          | Ugrás            | 19,550    | 24.       | kiesett  | kiesett  |
| Ivelina Rajkova                                                                                          | Felemás korlát   | 19,400    | 36.       | kiesett  | kiesett  |
| Ivelina Rajkova                                                                                          | Gerenda          | 19,325    | 26.       | kiesett  | kiesett  |
| Ivelina Rajkova                                                                                          | Egyéni összetett | 77,850    | 20.       | kiesett  | kiesett  |
| Marija Kartalova                                                                                         | Talaj            | 19,500    | 27.       | kiesett  | kiesett  |
| Marija Kartalova                                                                                         | Ugrás            | 19,350    | 35.       | kiesett  | kiesett  |
| Marija Kartalova                                                                                         | Felemás korlát   | 19,250    | 51.       | kiesett  | kiesett  |
| Marija Kartalova                                                                                         | Gerenda          | 19,150    | 41.       | kiesett  | kiesett  |
| Marija Kartalova                                                                                         | Egyéni összetett | 77,250    | 35.       | kiesett  | kiesett  |
| Hrabrina Hrabrova                                                                                        | Talaj            | 19,225    | 47.       | kiesett  | kiesett  |
| Hrabrina Hrabrova                                                                                        | Ugrás            | 19,600    | 17.       | kiesett  | kiesett  |
| Hrabrina Hrabrova                                                                                        | Felemás korlát   | 18,475    | 82.       | kiesett  | kiesett  |
| Hrabrina Hrabrova                                                                                        | Gerenda          | 18,725    | 71.       | kiesett  | kiesett  |
| Hrabrina Hrabrova                                                                                        | Egyéni összetett | 76,025    | 62.       | kiesett  | kiesett  |
| Diana Dudeva Deljana Vodenicsarova Borjana Sztojanova Ivelina Rajkova Marija Kartalova Hrabrina Hrabrova | Csapat összetett |           |           | 390,550  | 5.       |

* - egy másik versenyzővel azonos eredményt ért el

** - két másik versenyzővel azonos eredményt ért el

### Ritmikus gimnasztika
| Versenyző         | Versenyszám | Selejtező | Selejtező | Döntő  | Döntő    |
| Versenyző         | Versenyszám | Pont      | Hely.     | Pont   | Helyezés |
| ----------------- | ----------- | --------- | --------- | ------ | -------- |
| Adriana Dunavszka | Egyéni      | 39,90     | 2.        | 59,950 |          |
| Bianka Panova     | Egyéni      | 39,45     | 4.        | 59,725 | 4.       |

## Úszás
Férfi
| Versenyző       | Versenyszám | Előfutam | Előfutam | Előfutam | Döntő   | Döntő   | Döntő   | Helyezés |
| Versenyző       | Versenyszám | Idő      | Hely.    | Össz.    | Típus   | Idő     | Hely.   | Helyezés |
| --------------- | ----------- | -------- | -------- | -------- | ------- | ------- | ------- | -------- |
| Cvetan Golomeev | 50 m gyors  | 23,41    | 5.*      | 13.*     | kiesett | kiesett | kiesett | kiesett  |
| Cvetan Golomeev | 100 m gyors | 50,82    | 5.       | 15.      | B       | 51,16   | 7.      | 15.      |
| Georgi Mihalev  | 100 m hát   | 57,06    | 5.       | 11.      | B       | 57,17   | 5.      | 13.      |
| Georgi Mihalev  | 200 m hát   | 2:02,71  | 3.       | 9.       | B       | 2:04,24 | 5.      | 13.      |

Női
| Versenyző                                                              | Versenyszám            | Előfutam | Előfutam | Előfutam | Döntő   | Döntő   | Döntő   | Helyezés |
| Versenyző                                                              | Versenyszám            | Idő      | Hely.    | Össz.    | Típus   | Idő     | Hely.   | Helyezés |
| ---------------------------------------------------------------------- | ---------------------- | -------- | -------- | -------- | ------- | ------- | ------- | -------- |
| Natasa Hrisztova                                                       | 100 m gyors            | 57,80    | 7.       | 24.      | kiesett | kiesett | kiesett | kiesett  |
| Antoaneta Sztrumenlieva                                                | 400 m gyors            | 4:13,25  | 4.       | 11.      | B       | 4:13,43 | 4.      | 12.      |
| Antoaneta Sztrumenlieva                                                | 800 m gyors            | 8:35,40  | 3.       | 8.       | A       | 8:41,05 | 8.      | 8.       |
| Antoaneta Sztrumenlieva                                                | 400 m vegyes           | 4:51,58  | 4.       | 12.      | B       | 4:52,33 | 4.      | 12.      |
| Bisztra Goszpodinova                                                   | 100 m hát              | 1:04,91  | 5.       | 19.      | kiesett | kiesett | kiesett | kiesett  |
| Tanya Dangalakova                                                      | 200 m mell             | 2:29,91  | 2.       | 5.       | A       | 2:28,43 | 4.      | 4.       |
| Tanya Dangalakova                                                      | 100 m mell             | 1:08,35  | 1.       | 1.*      | A       | 1:07,95 | 1.      |          |
| Antoaneta Frenkeva                                                     | 100 m mell             | 1:10,09  | 1.       | 5.       | A       | 1:08,74 | 2.      |          |
| Antoaneta Frenkeva                                                     | 200 m mell             | 2:29,57  | 1.       | 3.       | A       | 2:28,34 | 3.      |          |
| Nevjana Miteva                                                         | 100 m pillangó         | 1:02,01  | 3.       | 11.      | B       | 1:02,47 | 4.      | 12.      |
| Nevjana Miteva                                                         | 200 m pillangó         | 2:18,44  | 6.       | 19.      | kiesett | kiesett | kiesett | kiesett  |
| Bisztra Goszpodinova Tanya Dangalakova Nevjana Miteva Natasa Hrisztova | 4 × 100 m vegyes váltó | 4:15,22  | 3.       | 8.       | A       | 4:12,36 | 6.      | 6.       |

* - egy másik versenyzővel azonos eredményt ért el

## Vívás
Férfi
| Versenyző                                                                                 | Versenyszám  | Selejtező | Selejtező | Selejtező | Selejtező | Selejtező | Selejtező | Főtábla                   | Főtábla           | Vigaszág                          | Vigaszág          | Negyeddöntő       | Elődöntő          | Döntő             | Helyezés |
| Versenyző                                                                                 | Versenyszám  | 1. kör | 1. kör    | 2. kör | 2. kör    | 3. kör | 3. kör    | 1. kör                    | 2. kör            | 1. kör                            | 2. kör            | Negyeddöntő       | Elődöntő          | Döntő             | Helyezés |
| Versenyző                                                                                 | Versenyszám  | Ellenfél Eredmény | Hely.     | Ellenfél Eredmény | Hely.     | Ellenfél Eredmény | Hely.     | Ellenfél Eredmény         | Ellenfél Eredmény | Ellenfél Eredmény                 | Ellenfél Eredmény | Ellenfél Eredmény | Ellenfél Eredmény | Ellenfél Eredmény | Helyezés |
| ----------------------------------------------------------------------------------------- | ------------ | --- | --------- | --- | --------- | --- | --------- | ------------------------- | ----------------- | --------------------------------- | ----------------- | ----------------- | ----------------- | ----------------- | -------- |
| Vaszil Etropolszki                                                                        | Kard, egyéni | 3. csoport · Percival Alger (PHI) · 5–0 · Mark Slade (GBR) · 5–0 · Csia Kuj-hua (Jia Guihua) (CHN) · 5–2 · Jean-Paul Banos (CAN) · 5–1 · Philippe Delrieu (FRA) · 5–4 · Gedővári Imre (HUN) · 5–1                          | 1.        | 1. csoport · Jean-Marie Banos (CAN) · 5–4 · Tadeusz Piguła (POL) · 5–3 · Jürgen Nolte (FRG) · 5–1 · Philippe Delrieu (FRA) · 5–2 | 1.        | 2. csoport · Jean-François Lamour (FRA) · 4–5 · Stephan Thönnessen (FRG) · 5–2 · Robert Kościelniakowski (POL) · 5–4 · Steve Mormando (USA) · 5–2 · Gianfranco Dalla Barba (ITA) · 3–5 | 2.        | Jürgen Nolte (FRG) · 9–10 |                   | Jean-François Lamour (FRA) · 6–10 | kiesett           | kiesett           | kiesett           | kiesett           | 13.      |
| Hriszto Etropolszki                                                                       | Kard, egyéni | 2. csoport · Heorhij Pohoszov (URS) · 3–5 · Régis Avila (BRA) · 5–0 · Mike Lofton (USA) · 5–3 · Jean-Paul Banos (CAN) · 5–0 · Cseng Csao-kang (Zheng Zhaokang) (CHN) · 5–4 · Pierre Guichot (FRA) · 5–1                    | 1.        | 6. csoport · Steve Mormando (USA) · 4–5 · Wulfe Balk (CAN) · 5–4 · Giovanni Scalzo (ITA) · 5–1 · Nébald György (HUN) · 3–5       | 2.        | 4. csoport · Gedővári Imre (HUN) · 5–3 · Peter Westbrook (USA) · 3–5 · Tadeusz Piguła (POL) · 2–5 · Heorhij Pohoszov (URS) · 3–5 · Marco Marin (ITA) · 4–5                             | 6.        | kiesett                   | kiesett           | kiesett                           | kiesett           | kiesett           | kiesett           | kiesett           | 21.      |
| Nikolaj Marincseski                                                                       | Kard, egyéni | 1. csoport · Cseng Ming-hsziang (Yan Wing-Shean) (TPE) · 5–0 · Stephan Thönnessen (FRG) · 5–2 · Vang Cse-ming (Wang Zhiming) (CHN) · 2–5 · Steve Mormando (USA) · 1–5 · Marco Marin (ITA) · 1–5 · Bujdosó Imre (HUN) · 1–5 | 6.        | kiesett | kiesett   | kiesett | kiesett   | kiesett                   | kiesett           | kiesett                           | kiesett           | kiesett           | kiesett           | kiesett           | 31.      |
| Hriszto Etropolszki Vaszil Etropolszki Nikolaj Marincseski Nikolaj Mateev Georgi Csomakov | Kard, csapat | 1. csoport · Magyarország (HUN) · 2–9 · Franciaország (FRA) · 3–9 | 3.        | |           | |           |                           |                   |                                   |                   | kiesett           | kiesett           | kiesett           | 8.       |